# 钦圣献肃皇后

欽聖獻肅皇后向氏

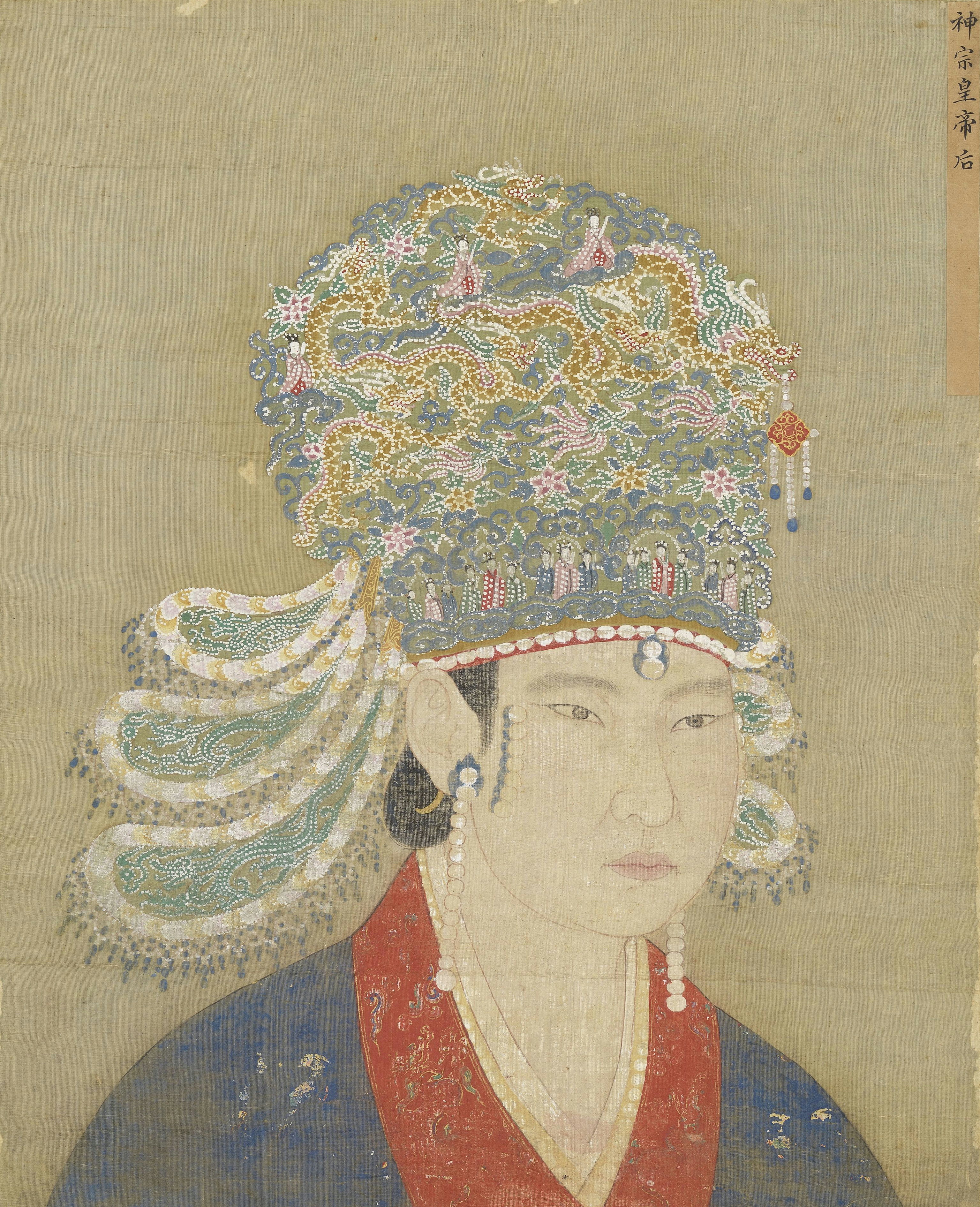
欽聖皇后向氏

欽聖獻肅皇后（1046年－1101年）向氏，宋神宗皇后，河內（今河南沁陽）人，宰相向敏中曾孫女，善書行草。生皇长女延禧公主。
北宋治平三年（1066年），向皇后和当时是颍王的赵顼结婚，封为安国夫人。治平四年（1067年），宋英宗驾崩，颍王赵顼即位，是为宋神宗，立向妃为皇后。向皇后自己回顧，與神宗之間從未紅臉爭執過。宋徽宗言：“皇太后聰明，自神宗時已與聞政事。”（《曾公遺錄》卷九）
1085年，宋神宗逝世後，向皇后在婆母高太后前赞成庶子即位，即宋哲宗。宋哲宗尊嫡母向皇后為皇太后，祖母高太后為太皇太后。高太皇太后命修葺庆寿故宫让向太后入住，向太后辞曰：「怎能婆婆住在西边而媳妇住在东边，渎上下之分。」遂以庆寿后殿改建为隆佑宫入住。宋哲宗选婚的时候，向太后敕谕自己家族，不可将向氏女孩送去应选。
宋哲宗駕崩後，向太后力排宰相章惇之議，以神宗诸子都是庶出为由不立哲宗胞弟简王赵似，又以眼疾为由不立最年长的皇弟申王赵佖，最后擁立次年长的皇弟端王趙佶為帝，是為宋徽宗。徽宗即位初，因大臣擔心宋徽宗喜好遊樂而荒廢國政，建議向太后於內東門小殿垂簾聽政，在她主政期間朝政一度恢復安定，當年因反對宋哲宗及宰相章惇的新政而被貶的舊臣在向太后主政下得到平反。宋徽宗的继室显肃皇后郑氏、宠妾大王贵妃原先都是向太后的婢女。次年，即建中靖国元年（1101年）正月，向太后逝，享年五十六歲，諡號欽聖皇后。

## 延伸阅读
[在维基数据编辑]
 《宋史·卷243》，出自脱脱《宋史》
 在维基共享资源阅览影像